# صعود تدريجي
الصعود التدريجي أو التسلق التدريجي (step climb) في مجال الطيران، هي اكتساب الارتفاع بسلسلة من الخطوات التدريجية. أي أن هناك فترات بين مستوى أرتفاع طيران ومستوى أرتفاع أخر، بين مراحل التسلق عبارة عن سلسلة من مكاسب الارتفاع التي تعمل على تحسين الاقتصاد في استهلاك الوقود عن طريق الانتقال إلى هواء أرق حيث تصبح الطائرة أخف وزنًا وتصبح قادرة على الطيران في الهواء الرقيق على ارتفاع أعلى.

## وصف
منذ الأيام الأولى للطائرات النفاثة والسفر التجاري، استخدم الطيارون تقنية الصعود التدريجي في ارتفاع العبور مع احتراق الوقود وتصبح الطائرة أخف وزنًا. الارتفاع الذي يوفر العبور الأكثر كفاءة في استهلاك الوقود (بالسرعة المطلوبة) في بداية رحلة طويلة، عندما تكون الطائرة محملة بالكامل بالوقود، لا يماثل الارتفاع الذي يوفر أفضل كفاءة في نهاية الرحلة. الرحلة عندما تم حرق معظم الوقود الموجود على متنها. عادة ما يكون هذا الارتفاع الأخير أعلى بكثير من السابق. من خلال التسلق التدريجي خلال مرحلة العبور للرحلة، يمكن للطيارين الاستفادة من وقودهم بأكبر قدر من التكلفة.
في الأصل، استخدم الطيارون رحلة تسلق بسيطة. كان هذا بمثابة تسلق بسيط ومستمر وتدريجي للغاية من ارتفاع أول عبور إلى ارتفاع رحلة عبور نهائي، وجعل الاستخدام الأكثر كفاءة للوقود. ومع ذلك، مع زيادة الحركة الجوية وتخصيص مستويات طيران متميزة لرحلات وممرات جوية واتجاهات طيران محددة، لم يعد من الآمن التسلق باستمرار بهذه الطريقة، وبالتالي فإن معظم الرحلات الجوية تتنازل عن طريق التسلق في خطوات مميزة — خطوة تسلق — بموافقة المراقبة الجوية، لضمان أن تكون الطائرة دائمًا على ارتفاع مناسب للتحكم في حركة المرور. على الرغم من أن تسلق الدرجات ليس بنفس كفاءة تسلق رحلات العبور المستمر، إلا أنه لا يزال أكثر كفاءة من الحفاظ على ارتفاع واحد خلال الرحلة. قد تكون فترات صعود الدرجات 1,000 أو  2,000 أو  4,000 قدم (300 أو  610 أو  1,220 م)، اعتمادًا على قواعد مستوى الرحلة التي تنطبق على مجرى الهواء المعين الذي يتم الطيران به.
عندما لا تكون حركة المرور مشكلة، فلا يزال من الممكن استخدام تسلق العبور. استخدمت كونكورد، على سبيل المثال، رحلة التسلق المستمر لرحلات العبور طوال رحلاتها، حيث لم يكن هناك عادةً أي حركة مرور أخرى على نفس الارتفاع (ما يقرب من 60,000 قدم (18,000 م)) في نفس الاتجاه.
في معظم الطائرات التجارية الحديثة، تقوم أجهزة الكمبيوتر مثل أنظمة إدارة الطيران (FMS) بحساب و / أو تنفيذ الخطوات المناسبة في خطوة الصعود، من أجل زيادة الكفاءة التي تحققها التقنية.
لا تنطبق عمليات التسلق والعبور المتدرج عادةً على الطائرات التي تحلق على ارتفاع منخفض والتي يتم دفعها بواسطة محركات مكبسية تقليدية مزودة بمراوح أو محركات توربينية، نظرًا لأن خصائص أدائها قد تكون مختلفة تمامًا عن تلك الخاصة بالطائرات المروحية أو الطائرات ذات المحركات النفاثة. في الواقع، قد يكون الارتفاع الأكثر كفاءة لطائرة طيران عامة صغيرة حوالي 300-1000 متر (بضعة آلاف من الأقدام) فوق سطح الأرض، وقد تؤدي زيادة الارتفاع إلى تقليل الكفاءة بدلاً من تحسينها (تميل المراوح إلى فقدان الكفاءة في الهواء الرقيق، والعديد من طائرات الطيران العامة الصغيرة تفتقر إلى الشحن الفائق، مما يقلل بشكل فعال من إنضغاط ضغط المحرك، وبالتالي الكفاءة، حيث تتسلق الطائرة في جو أكثر ندرة).

### تسلق تدريجي غير رسمي
يستخدم بعض الطيارين «قواعد التجربة» لتحديد وقت الصعود المتدرج. هذه «القواعد» لا تأخذ بعين الاعتبار تأثيرات الرياح المختلفة على مستويات مختلفة؛ قد تكون أنظمة تخطيط الطيران المحوسبة أفضل في تحسين الارتفاع، وقد تتضمن أيضًا «نزولًا متدرجًا» في ظروف جوية معينة. اثنان من قواعد المعلومات المستخدمة من قبل بعض الطيارين هما:
- استمر في التسلق كلما كانت الطائرة خفيفة بدرجة كافية للصعود إلى أعلى مستوى طيران تالي متاح، حتى يحين وقت الهبوط.
- إذا كان من الممكن البقاء في المستوى التالي لرحلة العبور الأعلى لمدة 20 دقيقة أو أكثر قبل انحدار "قمة الهبوط" (TOD)، فإن الصعود سيكون فعالاً من حيث التكلفة.